# IC 4942
IC 4942 ist eine Balken-Spiralgalaxie vom Hubble-Typ SBab im Sternbild Teleskop am Südsternhimmel. Sie ist schätzungsweise 715 Millionen Lichtjahre von der Milchstraße entfernt und hat einen Durchmesser von etwa 150.000 Lj.
Das Objekt wurde am 31. August 1904 von Royal Harwood Frost entdeckt.